# Mihály Tóth
Mihály Tóth (Budapest, 14 settembre 1926 – Budapest, 7 marzo 1990) è stato un calciatore ungherese, di ruolo attaccante.

## Carriera
Ha svolto tutta la sua carriera nell'Ujpest Dózsa, con il quale ha vinto il titolo nazionale nella stagione 1959-1960.
Con la Nazionale ungherese ha partecipato, assieme al fratello József Tóth al Campionato mondiale del 1954, disputando sia il quarto di finale contro il Brasile sia la finale contro la Germania.